# Пул (Дорсет)
Пул (англ. Poole) — місто на англійському узбережжі Ла-Маншу, з яким сусідить один з найбільших англійських курортів — Борнмут. Пул займає північний берег напівзамкненої затоки Пул, в якій розташований заповідний острів Браунсі.
В адміністративному відношенні Пул розглядається як унітарна одиниця в складі церемоніального графства Дорсет, регіон Південно-Західна Англія. Унітарна одиниця утворена 1 квітня 1997 року з району Пул неметропольного графства Дорсет.